# Sozialaristokraten
Sozialaristokraten ist ein 1896 von dem deutschen Schriftsteller Arno Holz verfasstes Drama. Die naturalistische Komödie in fünf Akten ist eine Satire auf die Literatenwelt des ausgehenden 19. Jahrhunderts. Holz verarbeitete im Drama persönliche Erfahrungen aus seinen früheren Lebensjahren, so zum Beispiel das teilweise vergebliche Streben nach Veröffentlichung seiner Werke.

Die Uraufführung fand unter Holz’ Regie am 15. Juni 1897 im Berliner Central-Theater statt. Hermann Müller, ein Schauspieler des Deutschen Theaters, spielte Fiebig, Max Reinhardt übernahm die Rolle des Bellermann.

## Aufbau
Es handelt sich um ein offenes Drama, denn es ist nicht nach der klassischen Dramenform nach Aristoteles aufgebaut: Es gibt keine Einheit der Zeit, des Ortes und der Handlung. Das Geschehen erstreckt sich über mindestens einige Wochen, es gibt vier verschiedene Schauplätze, und es gibt keinen zentralen Handlungsstrang, da Holz die Handlung in diesem Milieudrama zugunsten der Charakterdarstellung hintenan stellt. Zudem trifft die Ständeklausel nicht zu, die Charaktere sind bürgerlich.

Der tektonische Aufbau des Dramas entspricht nicht dem Schema nach Gustav Freytag.

## Inhalt

### Handlungsüberblick
Die fünf Akte umspannen den Aufstieg und den Fall der Zeitschrift Der Sozialaristokrat. Der junge Dichter Rudolf Hahn bittet Oskar Fiebig, einen Gelegenheitsdichter, um Hilfe bei der Veröffentlichung seines ersten Gedichtbandes. Dieser rät ihm, seine Erbschaft stattdessen zur Finanzierung einer eigenen Zeitschrift zu nutzen. Der Schriftsteller Dr. Benno Gehrke übernimmt die Chefredaktion und beginnt nach einer dreitägigen Haftstrafe wegen gesetzeswidrigen Anbringens von Werbeplakaten schließlich eine politische Karriere bei der Antisemitischen Volkspartei. Die Zeitschrift wird, ohne dass Hahns Werke veröffentlicht wurden, mit finanziellen Verlusten eingestellt, und das Drama endet mit einer Siegesfeier für Gehrke, der als Vertreter des Wahlkreises der Antisemitischen Volkspartei einen Sitz im Parlament gewonnen hat.

### Erster Akt
Schauplatz des ersten Aktes ist Fiebigs Arbeitszimmer. Hahn hat ihm das Manuskript seines Gedichtbandes Lieder eines Schmetterlings gebracht. Der erfahrene Fiebig rät ihm vom Druck ab, da niemand das Werk eines noch völlig unbekannten Dichters kaufe. Stattdessen empfiehlt er Hahn, seine Gedichte an verschiedene Zeitungen und Zeitschriften zu schicken; der bekannte Schriftsteller Gehrke habe auch so angefangen. Hahn hat schon ein Gedicht an die Zeitschrift Deutsches Dichterheim geschickt, allerdings erfolglos. Hahn verfügt über eine Erbschaft seiner Tante in Höhe von 4000 Mark. Deshalb schlägt Fiebig vor, das  Geld in einer eigenen Zeitschrift anzulegen. Er bietet seine Hilfe an und drängt Hahn seinen Weltunterjank auf, den er in der ersten Ausgabe kostenlos veröffentlichen dürfe. Hahn befürchtet jedoch, seine Tante könne das Geld dem Hundeasyl vermachen, wenn er zu leichtsinnig sei.
Da es Frau Fiebigs Geburtstag ist, schickt Fiebig Hahn fort, um Blumen und Zigarren zu kaufen. Frau Fiebig hat Angst, dass schon wieder ein junger Schriftsteller ihren Mann um finanzielle Unterstützung gebeten hat. Gehrke und seine Frau Meischen kommen zu Besuch. Gleich darauf trifft auch der Drucker Wilhelm Werner ein, der Frau Fiebig Gehrkes Buch Lieder eines Übermenschen als Geschenk mitgebracht hat. Gehrke beschuldigt Werner, er sei der Grund dafür, dass sie beide auf dem Parteitag der SPD aus der Partei geworfen wurden. So ist nun Werner ohne Druckaufträge und Gehrke ohne Drucker.
Nachdem Hahn zurückgekehrt ist, tauschen die Herren ihre Vorstellungen von einer Wochenschrift aus: Hahn möchte Gedichte veröffentlichen, Fiebig über Politik und Gehrke über Philosophie schreiben. Gehrke gesteht, früher die falschen, humanitären Bestrebungen der Sozialdemokratie gutgeheißen zu haben. Sein Ziel sei aber der freie Vernunftmensch, sodass sich schließlich die Masse von der Beeinflussung des Parlamentarismus befreie. Auch der Publizist könne wieder allgemeine Anerkennung erlangen, und letztendlich gebe es eine unpolitische Politik. Es sei die Aufgabe der Individualitäten, das Volk zu erziehen. Werner, der in einer Broschüre liest, gibt Gehrke das Stichwort „Sozialaristokrat“, und Fiebig erklärt dieses zum Titel ihrer Zeitschrift.

### Zweiter Akt
Der zweite Akt spielt im Kontor von Werners Druckerei. Werner informiert Fiebig, dass die roten Reklameplakate sehr wirksam gewesen seien und dass bereits 4800 der 5000 Exemplare der Erstausgabe des Sozialaristokraten verkauft wurden. Auch Hahns Tante ist dieser Idee der Kapitalanlage nun nicht mehr abgeneigt. Fiebig bietet Hahn die Hand seiner Tochter Anna an. Hahn könne bei ihnen wohnen und zusammen mit Fiebig dessen Weltunterjank fertigstellen.
Styczinski, der zwischenzeitlich als zweiter Redakteur der Zeitschrift eingesetzt wurde, und Gehrke treffen zur Redaktionssitzung ein. Gehrke kündigt den Besuch von Bellermann an, der seine Untersuchung über die Autonomie des Individuums in Fortsetzungen abdrucken lassen möchte. Da in der ersten Ausgabe bereits der Anfang von Gehrkes Philosophie der Befreiung durch das reine Mittel abgedruckt wurde, sieht Fiebig seinen Weltunterjank nun vollends verdrängt. Auch Hahns Gedichte sind noch nicht erschienen. Bellermann und Sprödowski kommen hinzu, und es wird der Inhalt des dritten Heftes besprochen. Styczinski will einen Artikel über Chopin als das Urbild der Zentrifugalen schreiben. Gehrke und Fiebig geraten darüber in eine Auseinandersetzung, da Fiebigs Weltunterjank abermals abgelehnt wird, genauso wie sein Trinkspruch uf de deutschn Frauen. Gehrke fordert mehr Wissenschaftliches, er plädiert für einen Artikel gegen den Impfzwang; Fiebig hingegen möchte etwas Ethnographisches, etwas über Seelenwanderung oder Graphologie veröffentlichen, Werner bietet seinen nationalökonomischen Vortrag an, sehr zum Missfallen von Gehrke und Bellermann. Die zweite Ausgabe des Sozialaristokraten befindet sich bereits im Satz, es fehlt allerdings noch ein Text. Da Styczinski sein Manuskript des Blutenden Liedes vom wissenden Gehirn nicht finden kann, wird Bellermanns Dichtung Der Trinker hinzugenommen.
Ein Gendarm bringt eine Verfügung für Gehrke: Da Plakate unbefugt angebracht wurden, müssen entweder 30 Mark Strafe bezahlt werden, oder Gehrke wird drei Tage lang inhaftiert, weil er als Redakteur die Verantwortung trägt. Zunächst versichert Fiebig, der Verlag bezahle diese „Geschäftsunkosten“. Nachdem allerdings Bellermann an Gehrkes Pflichtgefühl appelliert hat, er müsse seiner Überzeugung treu bleiben, freiwillig keine Steuern zu zahlen, stimmt Gehrke der Variante der Haftstrafe zu. Er erhofft sich durch dieses „Martyrium“ Werbung vor großem Publikum durch die Presse.

### Dritter Akt
Gehrke sitzt auch den letzten Abend seiner Haftstrafe in der guten Stube des Amtsvorstehers von Friedrichshagen ab, weil es im Winter im eigentlich dafür vorgesehenen Spritzenhaus zu kalt ist. Wie erhofft wurde über Gehrkes Haft sogar in der überregionalen Presse berichtet. Der Amtsdiener kündigt Dr. Moritz Naphtali an, der Gehrke für den Berliner Lokalanzeiger interviewen möchte. Gehrke beklagt sein Schicksal als typischer moderner Freiheitskämpfer und die Art, wie er von seiner früheren Partei behandelt wurde. Aber der Versuch, ihn politisch zum Schweigen zu bringen, sei gescheitert. Gehrkes Ideale haben sich gewandelt: Statt des Übermenschen strebt er nun die Übermenschheit an, deren Voraussetzung der neue Mensch sei, der durch Erziehung geschaffen werde. Er sieht sich und seine Mitstreiter als Sozialaristokraten in vorbildlicher Tätigkeit. Naphtali stellt sich erneut vor: als Begründer der Antisemitischen Zentralkorrespondenz unter dem Pseudonym Dr. Moritz Wahrmann. Da der Amtsvorsteher Gehrke erlaubt hat, am letzten Abend seiner Haft Freunde einzuladen, treffen Fiebig und Hahn ein, und Fiebig glaubt, in Naphtali einen gewissen Herrn „Löbndhal“ zu erkennen. Nachdem Fiebig Naphtali seine bizarre Idee zur Gewerbeausstellung vorgestellt hat, verabschiedet sich dieser, und Fiebig äußert sogleich sein Misstrauen Naphtali gegenüber und kritisiert dessen Nietzsche-Bewunderung.
Danach kommen Gehrkes Frau und der Amtsdiener Schwabe hinzu, die Geschirr und Essen bringen. Man wartet noch auf Werner, als ein Dienstmann teures Essen (Hummer) und Blumen bringt. Wie sich herausstellt, hatte Fiebig diese Bestellung in Auftrag gegeben. Schließlich treffen auch Werner, Bellermann und Styczinski ein. Werner hat einen Kranz mit der Widmung „Dem Kämpfer für Wahrheit, Freiheit und Recht!“ von den Friedrichshagener Schuhmachergesellen für Gehrke. Es wird gefeiert.

### Vierter Akt
Schauplatz des vierten Aktes ist erneut das Kontor von Werners Druckerei. Fiebig kommt zu Werner, und als er nach Hahn gefragt wird, kritisiert er die verrückte Idee der Zeitschrift und dass auf einmal alle Sozialaristokraten seien. Er fordert, dass der naive und unwissende Hahn sein Geld zusammenhalte, schließlich sei bereits die vierte Ausgabe des Sozialaristokraten schon nicht mehr bei Werner bezahlt worden. Fiebig habe Hahn gleich geraten, Gehrke sei nichts für ihn, da er zu viele Gegner habe. Zwischenzeitlich wurde Hahn zur Befragung aufs Polizeipräsidium bestellt; Werner macht dessen Gutmütigkeit dafür verantwortlich. Fiebig kritisiert, dass Styczinski nichts für die Zeitschrift getan und ihm Bücher genommen habe. Auch Hahn will er nun, nachdem das Geld weg ist, nicht mehr als Mann für seine Tochter.
Werner sieht die Reklame von Gehrke als Hauptgrund für das Geldproblem, Fiebig hingegen verteidigt die Reklame-Strategie als erfolgreich. Darauf entgegnet Werner, Gehrke habe aber für sich und nicht für den Sozialaristokraten Werbung gemacht; auch von seinem „kalte Jans- und Hummermajonaisen-Martirjum“ sei in der Presse berichtet worden. Werner ahnt, dass Gehrke nur in den Reichstag wolle und dass ihn die Redaktionsarbeit nicht mehr interessiere.
Gehrke erscheint mit Bellermann und Styczinski zur Redaktionssitzung, Sprödowski hat sich indessen aber anders weiterentwickelt und nimmt nicht mehr an der Sitzung teil. Gehrkes Artikel Die freie Liebe im Lichte der Pädagogik brachte ihm eine Anklage ein, die mindestens sechs Wochen Haft bedeutet. Deswegen verlangt er, dass 600 Mark zur Bezahlung der Strafe zur Verfügung stehen, denn er verweigert ein erneutes Martyrium, weil die Sache seiner Meinung nach aussichtslos geworden sei. Daraufhin verlangt auch Werner das ihm zustehende Geld als Drucker. Fiebig, der Angst um sein Geld hat, kritisiert Gehrke: Dieser müsse als Redakteur wissen, was er schreiben dürfe und was nicht. Gehrke schuldet außerdem Werner noch Geld für sein altes Werk Lieder eines Übermenschen. Ein Druckerlehrling fragt nach dem Manuskript für die nächste Ausgabe des Sozialaristokraten. Abermals erwähnt Fiebig, dass bisher weder sein Weltunterjank noch eines von Hahns Gedichten abgedruckt wurden. Gehrke bedauert den Misserfolg des Sozialaristokratismus als Ideal und erklärt, sein Redakteursamt an Hahn zurückgeben zu wollen. Werner erkennt sogleich, dass Hahn von Gehrke nur ausgenutzt wurde.
Bevor Hahn ins Kontor eintritt, gesteht auch Bellermann, wegen des Unsittlichkeitsparagraphen eine Anklage erhalten zu haben; die Strafe dafür zahle allerdings er selbst. Hahn berichtet, von einem Assessor über die finanzielle Lage und seine Gedichte befragt worden zu sein. Eine Waschfrau überbringt die Nachricht einer bevorstehenden Hausdurchsuchung an Gehrke. Dieser bedauert Hahn und geht, da er sein kulturelles Werk durch den Staatsanwalt vernichtet sieht. Fiebig regt sich darüber auf, dass keine Gedankenfreiheit herrsche. Nach einer Auseinandersetzung mit Werner geht auch Bellermann. Styczinski bittet Hahn um Geld, um nach London fliehen zu können, und auch Fiebig befürchtet die Durchsuchung seiner Sachen. Werner beschimpft Gehrke und kritisiert auch Fiebig, der ihm erst Druckaufträge, dann aber kein Geld bringe. Fiebig wünscht sich, sich nie auf den Schwindel eingelassen zu haben, und sieht Gehrke schon im Reichstag.
Kaum sind Hahn und Fiebig gegangen, kommen sie mit Gehrke zurück, der die drei Herren vom Wahlverein der antisemitischen Volkspartei aus Arnswalde hereinführt. Gehrke berichtet schließlich von seiner Kandidatur; er will ein neues Zentralorgan schaffen und empfiehlt Werner als Drucker. Fiebig bricht erschrocken zusammen.

### Fünfter Akt
Der fünfte Akt spielt im Wohn- und Arbeitszimmer von Gehrke am Morgen nach der Wahl nach sieben Uhr. Hahn, Fiebig und Werner haben dort als Gratulanten auf Gehrke gewartet, nachdem sie am Vorabend bereits vergeblich am Bahnhof gewartet hatten. Werner weiß inzwischen über „Wahrmann-Löbndhal-Naphtali“ Bescheid. Hahn begrüßt Fiebig mit „Guten Morgen, Papa“ – er hat sich also zwischenzeitlich mit Fiebigs Tochter Anna verlobt. Gehrkes Frau, die von Werner geweckt wurde, ärgert sich über ihren Mann und beschuldigt Fiebig, er habe ihn auf dem Gewissen und ihn aufgehetzt. Fiebig erwähnt, dass Hahns Tante das Geld für Hahns Kinder festgelegt habe. Außerdem prophezeit er, dass Gehrke – mit dem nötigen Geld von Naphtali – auf den Reichskanzler losgehen werde.
Fiebig und Hahn gehen zur Loggia, Werner und Meischen kommen nach, als von fern Gesang ertönt: Gehrke hat also das Mandat. Hahn hat den Einfall, Meischen in einem Kostüm als Germania ihrem Mann einen Kranz zu überreichen. Als sie sich in ihrem Brautschleier weigert, den Kranz zu überreichen, übernimmt Fiebig die Aufgabe, als Gehrke mit Naphtali eintritt, während die Menschen draußen eine Rede von Gehrke fordern. Die Schlussszene endet bei Sonnenaufgang in allgemeiner Feierstimmung und den Klängen des Liedes der Deutschen.

## Personen
Oskar Fiebig
Fiebig ist ein ca. 50-jähriger „Gelegenheitsdichter“ mit einer stattlichen Figur und einem gutmütigen Aussehen. Er ist Chefredakteur des Herzblättchens und verfügt über 25-jährige Berufserfahrung und Pressebeziehungen. Obwohl er versucht, Hahn so gut wie möglich zu helfen, bietet er dennoch sein eigenes Werk, den Weltunterjank, bei jeder Gelegenheit zur Veröffentlichung an. Er redet schnell und im Berliner Dialekt.
Frau Fiebig
Der Tonfall der ca. 40-jährigen Frau Fiebig ist verdrossen-brummig. Sie befürchtet, dass junge Schriftsteller ihren Mann um finanzielle Unterstützung bitten.
Anna Fiebig
Anna Fiebig ist Oskar Fiebigs 19-jährige Tochter. Sie soll mit Rudolf Hahn verheiratet werden.
Rudolf Hahn
Hahn ist 21 Jahre alt und will sein erstes Werk veröffentlichen. Er bewundert Gehrke sehr und ist ihm für seine Hilfe dankbar. Hahn stellt das Startkapital für den Sozialaristokraten zur Verfügung; er verhält sich jedoch oft recht naiv und lässt sich in seiner Gutmütigkeit ausnutzen. Holz hat Züge von sich selbst in Hahn dargestellt.
Dr. Benno Gehrke
Gerke ist Schriftsteller und Anfang dreißig. Seine Figur ist massig und „prononziert männlich“, er verkörpert den „urgermanische[n] Typus“. Sein Verhalten schwankt „zwischen Waldmensch und Oberlehrer“. Er redet gewandt, kann allerdings auch sehr herablassend sein. Gehrke ist Chefredakteur des Sozialaristokraten. Als Vorbild der Figur diente Bruno Wille.
Meischen
Gehrkes Frau ist Ende dreißig und spricht im sächsischen Dialekt. Sie ist lebhaft-sentimental und bemuttert Gehrke ständig. Sie ist glücklich.
Wilhelm Werner
Der Buchdrucker Werner ist Ende vierzig und wird aufgrund seiner plumpen Gangart auch „Elefantenwilhelm“ genannt. Er ist stark und seine Stimme ist ein „dröhnender Baß“. Werner verhält sich oft unhöflich und verschweigt seine Meinung nicht, so dass es oft zu Konflikten mit anderen Personen kommt.
Taddäus von Styczinski
Styczinski Ende zwanzig und der zweite Redakteur des Sozialaristokraten. Seine Kleidung ist „schmutzig-elegant“. Er spricht mit ausländischem Akzent. Vorbild der Figur ist Stanislaw Przybyszewski.
Frederick S. Bellermann
Bellermann ist ein deutsch dichtender Amerikaner Anfang dreißig und „in jeder Beziehung durchaus korrekt“. Er stottert ein wenig. Bellermann ist nach dem Vorbild John Henry Mackays dargestellt.
Sprödowski
Sprödowski ist ein Schneidergeselle Mitte zwanzig. Er ist Anarchist, sehr schmutzig gekleidet und hat ein von Pockennarben gezeichnetes Gesicht.
Amtsvorsteher von Friedrichshagen
Der Amtsvorsteher ist ca. 60 Jahre alt. Seine Sprache ist „bedächtig-wohlwollend“ und er bietet Gehrke nicht nur an, die Haftstrafe in seiner guten Stube abzusitzen, er erlaubt ihm außerdem noch, am letzten Abend Gäste einzuladen.
Schwabe
Schwabe ist der ca. 50-jährige Amtsdiener.
Dr. Moritz Naphtali
Napthali ist auch unter den Pseudonymen Wahrmann und Löbndhal bekannt. Er arbeitet sowohl für den Berliner Lokalanzeiger als auch für die Antisemitische Zentralkorrespondenz. Seine Sprache ist „etwas jüdelnd“.
Fritz
Fritz ist ein Setzerlehrling in Werners Druckerei.
Die drei Herren aus Arnswalde
Sie gehören zum Wahlverein der antisemitischen Volkspartei aus Arnswalde und werden als Spießer mit militärischen Ehrenzeichen beschrieben.
Weitere Personen
- Dienstmann
- Waschfrau
- Gendarm

## Werkgeschichte
Holz’ Pläne für dieses Drama gehen laut Scheuer in den Sommer 1889 zurück. 1896 wurde er durch den Misserfolg von Gerhart Hauptmanns Drama Florian Geyer dazu motiviert, das Drama Sozialaristokraten in kürzester Zeit fertigzustellen. Er kündigte außerdem in einem Brief an: „Arbeite jetzt an einem großen Zyklus: ‚Berlin. Das Ende einer Zeit in Dramen.‘ Lassen’s die Umstände, dann sollen’s nach und nach – 25 werden. Jedes Jahr immer eins.“ Am 27. Juli 1896 schrieb er in seinem Artikel Pro Domo in der Zeitschrift Zukunft allerdings nur noch von zwölf Dramen, verteilt auf den Zeitraum von 24 Jahren. Tatsächlich erschienen in diesem Zyklus allerdings nur noch Sonnenfinsternis 1908 und Ignorabimus 1913.
Lublinski kommt zu dem Schluss, dass Paul Ernst, mit dem Holz zumindest am Anfang gemeinsam am Drama gearbeitet haben muss, Gehrke und die anderen Schriftsteller beigesteuert habe, während Holz Fiebig und dessen Familie charakterisiert und sich um die Orthographie des Dialekts gekümmert habe. Die Handlung sei eine Gemeinschaftsarbeit. Scheuer hingegen ist überzeugt, dass Ernst möglicherweise an der ersten Fassung beteiligt war, dass Holz allerdings die späteren Fassungen alleine geschrieben und bearbeitet habe. Scheuer argumentiert, Ernst habe Holz 1893 von der Zyklus-Idee abgeraten und zu Fragen der Verfasserschaft geschwiegen. Deshalb sei davon auszugehen, dass die Autorschaft maßgeblich bei Holz liege.
Das von Scheuer entdeckte Zensurexemplar weist eine entscheidende Erweiterung des dritten Aktes auf. Holz betonte die Rolle Naphtalis und des Antisemitismus. So wandelte sich das Stück von einer Milieudarstellung einer Künstlerkolonie zu einer generellen Zeitkritik. Die erste Druckfassung stellt die Wirklichkeit insgesamt konzentrierter und naturalistischer dar.

## Rezeptionsgeschichte
Vom 15. bis 17. Juni 1897 fanden drei von Holz finanzierte Aufführungen statt. Während die Provinzzeitungen wie die Breslauer Zeitung die Premiere lobten, waren die Rezensionen der Berliner Presse wie zum Beispiel der Berliner Lokalzeitung eher kritisch. Maximilian Harden kritisierte die Uraufführung als „erbärmlich und zusammengestoppelt“, Paul Schlenther bezeichnete das Drama als „Bierulk“.
Danach wurde das Stück erst im September 1908 im Rahmen der Kammerspiele des Deutschen Theaters in Berlin erneut aufgeführt. Nach 1933 stellte sich das Stück nochmals als sehr aktuell heraus, da es den schnellen Aufstieg in einer antisemitischen Partei thematisiert. Im Winter 1954/1955 inszenierte Ernst Kahler das Stück, ebenfalls am Deutschen Theater. Im März 1969 wurden die Sozialaristokraten am Landestheater am Ballhof in Hannover unter Regie von Angelika Hurwicz aufgeführt.

### Textausgaben
- Erstausgabe: Berlin. Das Ende einer Zeit in Dramen. Socialaristokraten. Rudolstadt/Leipzig: Mänicke und Jahn 1896.
- Zeitschriftenveröffentlichung: Berlin. Das Ende einer Zeit in Dramen. Socialaristokraten. In: Neuland. Monatsschrift für Politik, Wissenschaft, Literatur und Kunst 1 (1896–1897), Heft 1–4 (Oktober 1896 bis Januar 1897).
- Sozialaristokraten. Komödie. 2. Aufl. München/Leipzig: R. Piper und Co. 1905.
- Berlin. Die Wende einer Zeit in Dramen. Sozialaristokraten. Komödie. 2. veränd. Tsd. Berlin: Sassenbach 1908.
- Sozialaristokraten. Komödie. Berlin: J. H. W. Dietz Nachfolger 1924 und 1925 (=Separatdruck aus der Werkausgabe von 1924/25).
- Sozialaristokraten. In: Das Werk von Arno Holz. 1. Ausgabe mit Einführungen von Dr. Hans W. Fischer. 10 Bde. Bd. 5: Sozialaristokraten. Sonnenfinsternis. Berlin: J. H. W. Dietz Nachfolger 1924.
- Sozialaristokraten. In: Werke. Hrsg. von Wilhelm Emrich und Anita Holz. 7 Bde. Bd. 4: Sozialaristokraten. Sonnenfinsternis. Ignorabimus. Neuwied/Berlin-Spandau: Hermann Luchterhand 1962.
- Sozialaristokraten. Komödie. In: Dramen des deutschen Naturalismus: Von Hauptmann bis Schönherr. Anthologie in zwei Bänden. Bd. II. Hg. von Roy C. Cowen. München: Winkler 1981, S. 37–119.

### Sekundärliteratur
- Walter Beimdick: Arno Holz: ‚Berlin. Die Wende einer Zeit in Dramen.‘ Untersuchungen zu den Werken des Zyklusfragments. Münster: 1965. (Diss.)
- James Walter McFarlane: Arno Holz’s „Die Sozialaristokraten“: A Study in Literary Collaboration. In: The Modern Language Review 44 (1949) 4, S. 521–533.
- Helmut Scheuer: Arno Holz im literarischen Leben des ausgehenden 19. Jahrhunderts (1883–1896). Eine biographische Studie. München 1971, S. 172–197.
- Helmut Scheuer: Arno Holz‘ „Wende einer Zeit in Dramen“. Vom Milieustück zum Seelendrama. In: Text und Kritik. Zeitschrift für Literatur 121: Arno Holz (I, 1994), S. 53–61.
- Peter Sprengel: Wo liegt Friedrichshagen? Zur Sozialgeschichte der Sozialaristokraten (Arno Holz). In: Literatur im Wandel: Festschrift für Viktor Žmegač zum 70. Geburtstag. Hg. von Marijan Bobinac. Zagreb 1999 .(=Zagreber germanistische Beiträge, Beiheft 5), S. 152.